# The Secret of Monkey Island: Special Edition
The Secret of Monkey Island: Special Edition (edición especial) es una remake mejorada del videojuego de 1990 The Secret of Monkey Island para PC, Xbox Live Arcade y iPhone, desarrollada internamente por LucasArts y publicada el 15 de julio de 2009. La remake fue anunciada en el primer día de la Electronic Entertainment Expo de 2009 junto con el videojuego episódico Tales of Monkey Island.
La edición especial introduce nuevo arte de personajes y entornos pintados a mano en el estilo del videojuego original, presentado en 1080i en pantalla panorámica (una resolución de 1920x1080). También cuenta con música regrabada y remasterizada, y con voces interpretadas por los principales actores de voz de The Curse of Monkey Island, Dominic Armato como Guybrush Threepwood, Alexandra Boyd como Elaine Marley y Earl Bolen como LeChuck.
La interfaz en sí está racionalizada, ya que se esconden la tabla de verbos (comandos, órdenes) y el inventario que antes ocupaban la parte inferior de la pantalla. Estos, incluyendo la tabla de verbos de nueve opciones de las ediciones mejoradas del juego, pueden ser mostrados como un menú, mientras que los verbos también pueden ser seleccionados alternando entre verbos preestablecidos. Otra característica nueva es el sistema de consejos de tres niveles, el cual (al tercer nivel) muestra una flecha amarilla brillante indicando al jugador hacia donde debe ir.
Los desarrolladores también añadieron un primer plano de Spiffy, el perro del Bar Scumm, que fue eliminado en las versiones originales debido a cuestiones de espacio, a pesar de aparecer en la parte de atrás de la caja.
También es posible cambiar entre la versión actualizada y la versión mejorada de 256 colores del videojuego en cualquier momento.